# Créon (Corinthe)
Pour l’article ayant un titre homophone, voir Créon.
Ne doit pas être confondu avec Créon (Thèbes).
Créon  (en grec ancien Κρέων / Kréôn), fils de Lycaethos, est un roi mythique de Corinthe. 

## Biographie
Il reçut la garde des deux enfants d'Alcméon : un garçon, Amphilochos et une fille, Tisiphone. En grandissant, Tisiphone devint si belle qu'elle éveilla la jalousie d'Enioché, l'épouse de Créon. Afin d'éliminer une rivale potentielle, Enioché vendit Tisiphone comme esclave. Alcméon l'acheta sans savoir qu'elle était sa propre fille et il ne sut la vérité que lorsqu'il revint à Corinthe pour chercher ses enfants.
Créon offrit aussi l'hospitalité à Jason et Médée qui fuyaient le royaume de Iolcos après avoir été chassés par Acaste. Médée donna le jour à deux fils, Phérès et Merméros. 
Au bout de quelques années de bonheur, Jason abandonna Médée pour Glaucé (ou Créüse), fille de Créon, avec l’assentiment du roi son père. Répudiée et bafouée, Médée ourdit une vengeance terrible.
Elle offrit à la jeune femme pour son mariage une tunique qui la brûla cruellement ainsi que le roi venu la secourir. L'incendie se communiqua au palais tout entier. Médée égorgea ses enfants par vengeance contre Jason infidèle, selon d'autres sources ils furent tués par les partisans de Créon qui voulaient venger leur roi.
Créon eut aussi un fils, Hippotès, qui demanda aux Athéniens de lui livrer Médée, la meurtrière de son père, qui s'était réfugiée à Athènes auprès du roi Égée. Hippotès la traduisit devant un tribunal d'Athènes, mais elle fut acquittée.